# Autostrada A5 (Włochy)
Autostrada A5 (wł., Autostrada della Valle d’Aosta; fr., Autoroute de la Vallée d’Aoste) – autostrada w północno-zachodnich Włoszech, łącząca Turyn z Tunelem pod Mont Blanc.
Trasa biegnie początkowo przez płaski Piemont, aby w okolicach Ivrey wbiec w Dolinę Aosty. W końcowym biegu trasa biegnie przez kilkanaście tuneli. Jej budowa była bardzo kosztowna. Trasą prowadzą jedne z głównych tras drogowych: na odcinku Turyn – Autostrada A4/A5 stanowi trasę europejską E612. Na dalszym przebiegu arteria jest częścią szlaku E25. Autostrada została oddana do użytku w roku 1961. Koncesjonariuszami trasy są trzy spółki: ATIVA (na odcinku Turyn – Pont-Saint-Martin), SAV (odcinek Pont-Saint-Martin – Aosta) i Raccordo Autostradale Valle d’Aosta (Aosta/Aoste – Tunnel du Mont-Blanc).